# Kayla Day
Kayla Day (* 28. September 1999 in Santa Barbara) ist eine US-amerikanische Tennisspielerin.

## Karriere
Day, die im Alter von acht Jahren mit dem Tennissport begann, bevorzugt dabei den Sandplatz.
Day spielt vor allem auf der ITF Women’s World Tennis Tour, wo sie bislang sechs Turniersiege im Einzel und drei im Doppel erringen konnte.
Bei den Connecticut Open in New Haven spielte sie 2016 als Lucky Loser erstmals im Hauptfeld eines WTA-Turniers. Dort verlor sie in der ersten Runde mit 0:6 und 3:6 gegen Ana Konjuh. Durch den Gewinn der Girls' 18s National Championships erhielt sie eine Wildcard für das Hauptfeld im Dameneinzel der US Open, wo sie in Runde zwei ausschied. Bei den Juniorinnen gewann sie den Titel, im Finale besiegte sie Viktória Kužmová mit 6:3 und 6:2.

## Turniersiege

### Einzel
| Nr. | Datum            | Turnier        | Kategorie   | Belag     | Finalgegnerin     | Ergebnis      |
| --- | ---------------- | -------------- | ----------- | --------- | ----------------- | ------------- |
| 1.  | 30. Oktober 2016 | Macon          | ITF $50.000 | Hartplatz | Danielle Collins  | 6:1, 6:3      |
| 2.  | 22. Mai 2022     | Naples         | ITF W25     | Sand      | Ana Sofía Sánchez | 6:1, 6:1      |
| 3.  | 9. Oktober 2022  | Redding        | ITF W25     | Hartplatz | Jamie Loeb        | 6:3, 6:4      |
| 4.  | 7. Mai 2023      | Bonita Springs | ITF W100    | Sand      | Ann Li            | 6:2, 6:2      |
| 5.  | 23. Juli 2023    | Granby         | ITF W100    | Hartplatz | Katherine Sebov   | 6:4, 2:6, 5:7 |
| 6.  | 10. August 2025  | Southaven      | ITF W35     | Hartplatz | Ana Sofía Sánchez | 6:4, 6:1      |

### Doppel
| Nr. | Datum            | Turnier         | Kategorie   | Belag     | Partnerin         | Finalgegnerinnen                | Ergebnis         |
| --- | ---------------- | --------------- | ----------- | --------- | ----------------- | ------------------------------- | ---------------- |
| 1.  | 25. Februar 2017 | Rancho Santa Fe | ITF $25.000 | Hartplatz | Caroline Dolehide | Anhelina Kalinina Chiara Scholl | 6:3, 1:6, [10:7] |
| 2.  | 29. Februar 2020 | Rancho Santa Fe | ITF W25     | Hartplatz | Sophia Whittle    | Eudice Chong You Xiaodi         | 6:2, 5:7, [10:7] |
| 3.  | 12. Oktober 2024 | Edmond          | ITF W75     | Hartplatz | Jaimee Fourlis    | Sophie Chang Rasheeda McAdoo    | 7:5, 7:5         |

## Abschneiden bei Grand-Slam-Turnieren

### Einzel
| Turnier         | 2016 | 2017 | 2018 | 2019 | 2020 | 2021 | 2022 | 2023 | 2024 | 2025 | Karriere |
| --------------- | ---- | ---- | ---- | ---- | ---- | ---- | ---- | ---- | ---- | ---- | -------- |
| Australian Open | —    | 1    | Q3   | —    | —    | —    | —    | Q2   | 1    | —    | 1        |
| French Open     | —    | Q2   | Q1   | —    | —    | —    | —    | 3    | 1    | —    | 3        |
| Wimbledon       | —    | Q1   | —    | —    |      | —    | —    | Q2   | Q2   | Q1   | —        |
| US Open         | 2    | 1    | Q1   | —    | —    | —    | Q2   | 1    | Q1   |      | 2        |

Zeichenerklärung: S = Turniersieg; F, HF, VF, AF = Einzug ins Finale / Halbfinale / Viertelfinale / Achtelfinale; 1, 2, 3 = Ausscheiden in der 1. / 2. / 3. Hauptrunde; Q1, Q2, Q3 = Ausscheiden in der 1. / 2. / 3. Qualifikationsrunde; nicht ausgetragen